# نينجا غايدن III: هلاك السفينة القديمة
نينجا غايدن III: هلاك السفينة القديمة (بالإنجليزية: Ninja Gaiden III: The Ancient Ship of Doom)‏ (باليابانية: 忍者龍剣伝III 黄泉の方舟) ، هي الجزء الثالث والأخير من السلسلة الأولية للعبة نينجا غايدن 3 ، وذلك قبل عودة أسطورة نينجا غايدن من جديد وإصدارها الحصرية على إكس بوكس عم 2004م.

## وصلات خارجية
- Ninja Gaiden III: The Ancient Ship of Doom على موبي غيمز